# Aramayoit
Aramayoit ist ein selten vorkommendes Mineral aus der Mineralklasse der „Sulfide und Sulfosalze“. Es kristallisiert im triklinen Kristallsystem mit der chemischen Zusammensetzung Ag(Sb,Bi)S2 und entwickelt bis zu einem Zentimeter große, silbermetallisch glänzende, aber ansonsten eisenschwarze, dünntafelige und entlang {100} und {001} gestreifte Kristalle.
Aramayoitkristalle sind zwar nahezu opak, können aber an den Ecken sehr dünner Schichten dunkelblutrot durchscheinen. Die Strichfarbe ist rot- bis schwarzbraun.

## Etymologie und Geschichte
Erstmals entdeckt wurde Aramayoit 1925 in der „Animas Mine“ bei Atocha-Quechisla im bolivianischen Departamento Potosí und ein Jahr später beschrieben durch den englischen Mineralogen Leonard James Spencer (1870–1959), der das Mineral nach dem bolivianischen Grubenbesitzer Don Felix Avelino Aramayo (1846–1929) benannte.

## Klassifikation
In der veralteten 8. Auflage der Mineralsystematik nach Strunz gehörte der Aramayoit zur Mineralklasse der „Sulfide und Sulfosalze“ und dort zur Abteilung „Sulfide mit M : S = 1 : 1“, wo er gemeinsam mit Matildit, Miargyrit, Schapbachit und Volynskit in der „Miargyrit-Schapbachit-Gruppe“ mit der Systemnummer II/B.12 steht.
In der zuletzt 2018 überarbeiteten Lapis-Systematik nach Stefan Weiß, die formal auf der alten Systematik von Karl Hugo Strunz in der 8. Auflage basiert, erhielt das Mineral die System- und Mineralnummer II/C.16-020. Dies entspricht der Klasse der „Sulfide und Sulfosalze“ und dort der Abteilung „Sulfide mit dem Stoffmengenverhältnis Metall : S,Se,Te ≈ 1 : 1“, wo Aramayoit zusammen mit Baumstarkit, Bohdanowiczit, Cuboargyrit, Matildit, Miargyrit, Schapbachit und Volynskit eine unbenannte Gruppe mit der Systemnummer II/C.16 bildet.
Die von der International Mineralogical Association (IMA) zuletzt 2009 aktualisierte 9. Auflage der Strunz’schen Mineralsystematik ordnet den Aramayoit in die Klasse der „Sulfide und Sulfosalze (Sulfide, Selenide, Telluride, Arsenide, Antimonide, Bismutide, Sulfarsenide, Sulfantimonide, Sulfbismutide)“ und dort in die Abteilung „Sulfosalze mit SnS als Vorbild“ ein. Hier ist das Mineral in der Unterabteilung „Mit Cu, Ag, Fe (ohne Pb)“ zu finden, wo es zusammen mit Baumstarkit die „Aramayoitgruppe“ mit der Systemnummer 2.HA.25 bildet.
In der vorwiegend im englischen Sprachraum gebräuchlichen Systematik der Minerale nach Dana hat Aramayoit die System- und Mineralnummer 03.07.04.01. Das entspricht der Klasse der „Sulfide und Sulfosalze“ und dort der Abteilung „Sulfosalze“. Hier findet er sich innerhalb der Unterabteilung „Sulfosalze mit dem Verhältnis z/y = 2 und der Zusammensetzung (A+)i(A2+)j [ByCz], A = Metalle, B = Halbmetalle, C = Nichtmetalle“ in einer unbenannten Gruppe mit der Systemnummer 03.07.04, in der auch Baumstarkit eingeordnet ist.

## Bildung und Fundorte

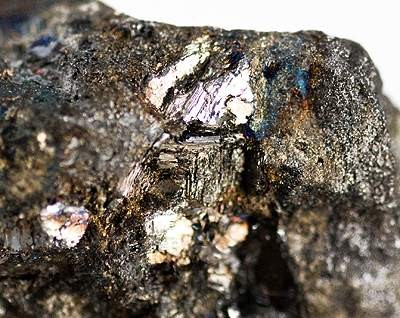
Nahaufnahme einiger Aramayoitkristalle

Aramayoit bildet sich hydrothermal in Zinn- und Silbererzen. Begleitminerale sind unter anderem Miargyrit, Pyrit, Quarz, Stannit und Tetraedrit.
Außer an seiner Typlokalität „Animas Mine“ konnte Aramayoit in Bolivien noch in der „Chocaya Mine“ und bei Portugalete (beide in der Provinz Sur Chichas) gefunden werden.
Weitere Fundorte liegen unter anderem in Argentinien, Chile, Frankreich, Japan, Ostsibirien, Peru, der Slowakei, Tadschikistan und den Vereinigten Staaten von Amerika (USA).

## Kristallstruktur
Aramayoit kristallisiert isotyp mit Baumstarkit im triklinen Kristallsystem in der Raumgruppe P1 (Raumgruppen-Nr. 2) mit den Gitterparametern a = 7,76 Å; b = 8,85 Å; c = 8,23 Å; α = 100,2°; β = 90,7° und γ = 103,8° sowie 6 Formeleinheiten pro Elementarzelle.